# Filip Joakim Örnestedt
Filip Joakim Joel Örnestedt, född 5 december 1625 i Wolgast, död 27 augusti 1681 i Anklam, var en tysk-svensk militär och ämbetsman.
Han var son till livmedicus Frans Joel (1595-1631) och Hedvig Heunen som var dotter till hovapotekaren Joakim Albertsson Heunen. Han var gift första gången 1659 med Gertrud Mejer (1639-1661) som var dotter till borgmästaren Teodor Mejer och andra gången från 1664 med Birgitta Sparrfelt (1643-1694) som var dotter till krigsrådet Johan Nilsson, adlad Sparrfelt (1611-1674). Med sin andra hustru blev han far till åtta barn, bland dem militären Philip Örnestedt. Han var bror till hovkanslern Frans Joel Örnestedt.
Örnestedt var proviantmästare vid svenska armén 1655 och blev generalproviantmästare 1657. Han blev överkommissarie i Pommern 1663 och utnämndes till  regeringsråd där 1669 samt generalkrigskommissarie 1675. Han adlades 1662 och introducerades 1668 under nummer 760. Örnestedt är begravd i S:t Nikolai kyrka i Greifswald.